# 費爾森塔爾 (阿肯色州)
費爾森塔爾（英語：Felsenthal）是一個位於美國阿肯色州猶尼昂縣的城鎮。

## 地理
費爾森塔爾的座標為33°03′22″N 92°09′07″W / 33.05611°N 92.15194°W，而該地的平均海拔高度為25米（即82英尺）。

## 人口
根據2020年美國人口普查的數據，費爾森塔爾的面積為4.30平方千米，當中陸地面積為3.82平方千米，而水域面積為0.48平方千米。當地共有人口85人，而人口密度為每平方千米19人。